# Lupercalien
Die Lupercalien (lateinisch lupercalia, deutsch auch Luperkalien) waren das Hauptfest des römischen Herdengottes Faunus, der den Beinamen Lupercus („Wolfsabwehrer“) führte und am Palatin in Rom eine heilige Grotte (Lupercal) hatte, wo sein mit einem Ziegenfell umhängtes Bild aufgestellt war. Kaiser Augustus verwandelte die Grotte in ein Heiligtum zu Ehren des Kults um die Stadtgründung.

## Ablauf
Die Lupercalien, angeblich entweder von Romulus oder von Euandros begründet, waren ein Reinigungs- und Fruchtbarkeitsfest (siehe auch: Februa). Es wurde am 15. Februar, also bei Annäherung des Frühlings, gefeiert. Als Tag der Sühnung hieß der Festtag dies februatus. Die altertümlichen, in Rom bis in die Spätantike gepflegten Gebräuche der Lupercalien deuten auf Sühnung und Befruchtung des Landes, der Stadt, ihrer Einwohner und ihrer Herden hin.
Die Feier begann mit einem Bocksopfer im Lupercal, auf das ein Opfermahl folgte. Während der Opferzeremonie wurden zwei vornehme junge Männer herbeigeführt und von den Opfernden mit dem blutigen Messer an der Stirn berührt, worauf andere das Blut mit in Milch getränkter Wolle wieder abwischten, die jungen Männer selbst aber mussten lachen – möglicherweise ist dies ein Symbol der Sühne oder eine Erinnerung an ältere Menschenopfer. Nach dem Mahl banden sich die ansonsten nackten Priester, die Luperci, die Felle der geopferten Böcke um die Hüften, zerschnitten andere Felle in Riemen und liefen so durch die Stadt, vermutlich um den Palatin herum. Verheiratete Frauen stellten sich ihnen gern in den Weg und ließen sich von ihnen mit den Riemen in die Hand schlagen, weil sie sich davon Ehesegen erhofften.
Die Priestergemeinschaft der luperci teilte sich ursprünglich in die luperci Quinctiales und die luperci Fabiani, zu denen 44 v. Chr. zu Ehren Gaius Iulius Caesars noch luperci Iuliani kamen. An der Feier dieses Jahres nahm auch Marcus Antonius teil, der dem zusehenden Diktator Caesar ein Königsdiadem anbot.
Im Jahr 494 erreichte Papst Gelasius I., dass die lupercalia als letzter öffentlich geduldeter Rest des altrömischen Kultes aufgehoben wurden.

## Rezeption
Das Fest ist in der Eröffnungsszene von Shakespeares Drama Julius Caesar dargestellt. Brian Moore veröffentlichte 1957 den Roman The Feast of Lupercal (deutsche Übersetzung 1964 mit dem Titel Saturnischer Tanz). In Colleen McCulloughs Roman Das Erbe Caesars werden die Schaffung der luperci Iuliani und die Feier der Lupercalien des Jahres 44 v. Chr. ausführlich beschrieben. Die Pagan-Folk-Gruppe Faun veröffentlichte 2011 ein Lied namens Lvpercalia auf ihrem Album Eden. In der Serie Chilling Adventures of Sabrina werden die Lupercalien in der 3. Folge der 2. Staffel thematisiert. Der Satanic Temple zelebriert die Lupercalien heutzutage als Fest der körperlichen Autonomie, sexuellen Befreiung und Fortpflanzung.